# Tizenkét éves Jézus

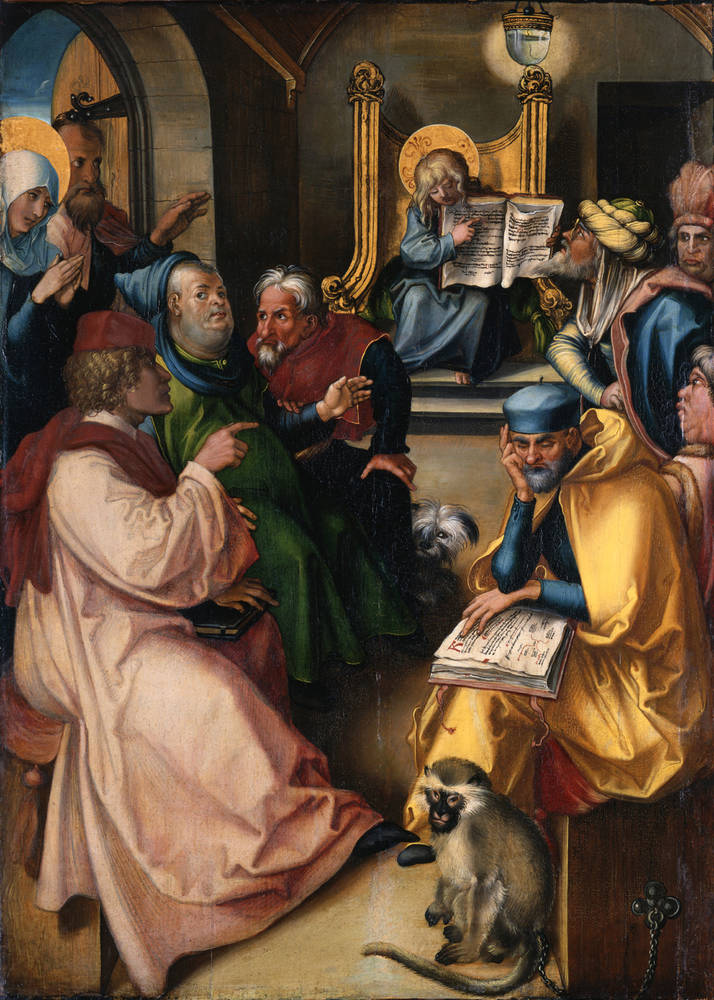
Albrecht Dürer: A tizenkét éves Jézus a templomban (1494/1497 körül)

A tizenkét éves Jézus (egyéb változatokban a tizenkét éves Jézus a templomban, a tizenkét éves Jézus az írástudók körében, a tizenkét éves Jézus elveszítése és megtalálása) evangéliumi történet, a Jézus életéből ismert kevés gyermekkori epizód egyike. A történet szerint a tizenkét éves gyermek Mária és József tudta nélkül három napon át a jeruzsálemi templomban beszélgetett az írástudókkal, okos kérdéseivel és válaszaival lenyűgözte tanítókból álló hallgatóságát.

## Az evangéliumi történet
Lukács könyve szerint (Lk 2,41–52) Mária és József a tizenkét éves Jézussal Jeruzsálembe utaztak megülni a pészah ünnepét. Miután a szokott szertartások lezajlottak, egy rokonokból és ismerősökből álló nagyobb társasággal elindultak haza, Názáretbe. A szülőkben csupán egy nap elteltével tudatosult, hogy Jézus nincs a hazafelé tartó zarándokmenetben, ezért visszafordultak Jeruzsálembe. Háromnapnyi keresés után bukkantak a fiúra a templomban, ahol a gyermek tanítók gyűrűjében ült, őket faggatta az isteni dolgokról, illetve válaszolt kérdéseikre, felvetéseikre. Az idősebb férfiak csodálattal adóztak Jézus okos feleleteinek. Mária e szavakkal fedte meg fiát: „Gyermekem, miért tetted ezt velünk? Íme, atyád [ti. József] és én szomorúan kerestünk.” A gyermek így felelt a szülői aggodalom földiességére: „De miért kerestetek? Nem tudtátok, hogy nekem Atyám [ti. Isten] dolgaiban kell lennem?” Sem Mária, sem József nem értették válaszát, Jézus végül engedelmes fiúként megadóan hazatért velük Názáretbe.

## Teológiai jelentősége
Ez a Jézus-kronológiát tekintve legkorábbi evangéliumi történet, amelyben Jézus kinyilvánítja isteni eredetét. Egyes krisztológiai értelmezések szerint a gyermek Jézus kinyilatkoztatása atyja természetéről megerősítette a hitet és bizalmat Jézus és Mária között. Jézus nem pusztán engedelmességből tért vissza Názáretbe, hanem azért is, mert Mária és József aggódó szeretetében az Atya szeretetére ismert. Szimbolikus jelentősége lehet annak is, hogy a jeruzsálemi epizódot követően az evangéliumok többé nem említik Jézus nevelőatyját, Józsefet.
A gyermek Jézus elvesztése a középkor kései szakaszától Mária hét fájdalma közül a harmadik, megtalálása pedig örömeinek egyike, a rózsafüzér ötödik örvendetes titka.

## Képzőművészeti ábrázolása
Az újtestamentumi történetet a 2. században Tamás apokrif evangéliuma egy kissé színesebbé tette, és az ókeresztény ikonográfiai ábrázolásokon Jézus már mint tanító jelent meg, aki katedrán ülve beszélt az őt körülvevő írástudókhoz. Egyik nevezetes korai ábrázolása a milánói dómnak az 5. század második felében készült elefántcsont reliefje. A 6–7. században a fiát meglelő Mária is megjelent az ábrázolásokon (pl. Montecassinói kódex, 600 körül), később pedig József is a háttér egyik alakja lett. A középkorban elterjedt legáltalánosabb ábrázoláson Jézus a bal kezében lévő Szentírás-tekercsből olvas fel, míg magasra emelt jobb karjával gesztikulál. A hallgatóság bámulatát élénk gesztusokkal fejezték ki a korabeli művészek.
A középkortól a Mária-oltárok ciklusának egyik jelenete volt, legismertebb Kárpát-medencei példája a bártfai Szent Egyed-bazilika 1480–1490 között keletkezett Jézus születése oltára.